# 宗林寺 (安曇野市)
宗林寺（そうりんじ）は長野県安曇野市にある浄土宗の寺院。山号は光照山。信州七福神の福禄寿札所。　

## 概要
天正3年（1575年）に武蔵国鴻巣の勝願寺から招来した善誉故念（村上義清三男）を中興として大信寺から宗源寺に改称。のちに石川康長の帰依を受け、石川数正の菩提を弔うため本堂を再興し、宝篋印塔を建て、さらに宗林寺に改称した。
本尊は阿弥陀如来坐像で、脇侍に観音・普賢両菩薩がある。板天井には狩野梅笑門人の狩野梅玄による火伏の竜が描かれている。境内には山門を兼ねた鐘楼門、本堂、庫裡、太子堂がある。

## 文化財
- 本堂（安曇野市指定有形文化財）
- 山門（安曇野市指定有形文化財）
- 宝篋印塔（安曇野市指定有形文化財）

## 交通アクセス
- JR篠ノ井線明科駅 車で8分